# Iwan Rickenbacher

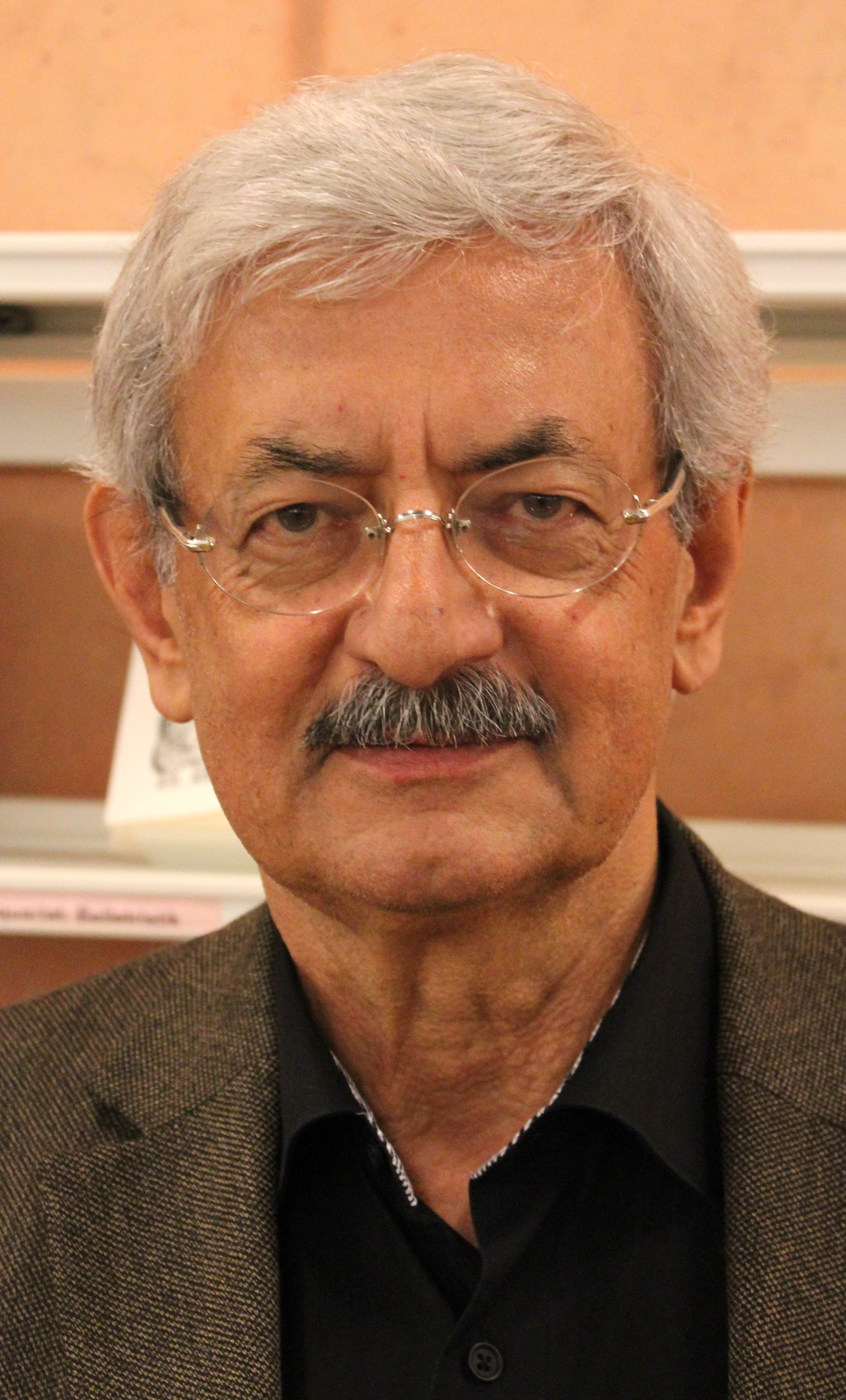
Iwan Rickenbacher (2016)

Iwan Rickenbacher (* 10. August 1943) ist ein Schweizer Kommunikationsberater.

## Leben
Iwan Rickenbacher stammt aus einer Arbeiterfamilie. Sein Vater war Zeughausarbeiter und als Christlichsozialer politisch aktiv. Seine Mutter war Tessinerin, bis zum Kindergarten sprach Rickenbacher nur italienisch.
Nach der obligatorischen Schulzeit und dem Lehrerseminar arbeitete Rickenbacher drei Jahre als Primarlehrer. Anschliessend studierte er Pädagogik und promovierte an der Universität Freiburg zum Dr. phil. Von 1975 bis 1988 war er Leiter des Lehrerseminars des Kantons Schwyz.
Rickenbacher war in der Christlichdemokratischen Volkspartei (CVP) politisch aktiv. 1987 unterlag er in den Nationalratswahlen, von 1988 bis 1992 amtete er als Generalsekretär der CVP.
Seit 1992 arbeitet er als Kommunikationsberater. Im Dezember 1999 wurde er ausserdem Honorarprofessor der Universität Bern im Bereich Politikwissenschaften, wo er auch Vorlesungen hält. Iwan Rickenbacher sitzt seit 1996 im Verwaltungsrat der Tamedia und seit 2005 im Stiftungsrat der Schweizer Berghilfe. Zudem präsidiert er den Stiftungsrat des Medien-Ausbildungs-Zentrums (MAZ) in Luzern.

## Schriften
- Entwicklungsplan der Schulen im Kanton Schwyz. Ergebnisse der Systemanalyse und Vorschläge zur Reform des Schulsystems im Kanton Schwyz (= Universität Freiburg, Pädagogisches Institut: Arbeitspapiere und Kurzberichte. Band 17). Freiburg 1972 (Dissertation).
- Politische Kommunikation. Haupt, Bern 1995, ISBN 3-258-05192-5.